# Chutudabigaj
Il Chutudabigaj (in russo Хутудабигай?) è un fiume della Russia siberiana orientale tributario del mare di Kara. Scorre nella parte occidentale della penisola del Tajmyr, nel territorio del Tajmyrskij rajon del Territorio di Krasnojarsk.
La sorgente del fiume si trova sui monti Byrranga. Scorre attraverso le zone desertiche della tundra fino a sfociare nel fiordo Chutuda  di fronte all'area degli Isolotti di Minin, nel Mar di Kara, circa 50 km a nord della foce del fiume Pjasina. Si trova nel territorio della Riserva naturale del Grande Artico. La sua lunghezza è di 207 km; il bacino è di 4 640 km².
Il fiume gela tra la fine di settembre e l'inizio di ottobre e rimane sotto il ghiaccio fino a giugno.